# Квартет Баланеску
Квартет Баланеску (англ. Balanescu Quartet) — авангардный струнный квартет, созданный в 1987 году Александром Баланеску. Состав, за исключением лидера и основателя, многократно менялся.
Квартет Баланеску специализируется на исполнении современной музыки, лежащей между различными жанрами и музыкальными направлениями, — исполняя, в частности, произведения Майкла Наймана, Гэвина Брайерса, Дэвида Бирна, Кевина Воланса, Эктора Зазу. Известность квартету Баланеску принесли кавер-версии репертуара группы Kraftwerk.

## Дискография
- Michael Nyman String Quartets 1-3 (1991)
- Byrne/Moran/Lurie/Torke (1992)
- Possessed (1992)
- Luminitza (1994)
- Angels and Insects
- East meets East
- Il Partigiano Johnny
- Maria T (2005)
- The Island feat. Alexander Balanescu, Ada Milea & Balanescu Quartet on Saphrane (2011)

## Квартет Баланеску в кинематографе
Квартет принимал участие в записи музыки для короткометражного фильма «Hands» (1995), телевизионного документального фильма «Outbreak 1939» (2009). 
Вим Вендерс использовал композицию Aria из альбома «Maria T» для трейлера своего фильма «Пина» (2011).

## «Balanescu Quartet» в России
- 7 декабря 2006 года в Санкт-Петербурге квартет выступил в театре имени В. Ф. Комиссаржевской

Квартет Баланеску стирает грани между классикой и фольклором, электроникой и джазом, поп-музыкой и авангардным экспериментом, что ставит в тупик даже самую взыскательную критику. Изысканный и элитарный, он напрочь лишён снобизма и дурной академичности.
В Петербург «Balanescu Quartet» приехал со своим последним проектом — «Maria T». Это беспрецедентная смесь западно-европейского минимализма, джазовых влияний, восточноевропейского фольклора, цыганской музыкальной традиции и электронного звучания, посвященная актрисе и певице Марии Танэс, «румынской Эдит Пиаф». Для балканского искусства ушедшего века она стала настоящей мифологической героиней.
— Екатерина Павлюченко